# Референдум в Германии (1928)
Референдум в Германии 1928 года (нем. Volksbegehren zum Panzerkreuzerverbot) — общенародное голосование в Германии по вопросу о запрещении постройки первого после окончания Первой мировой войны крупного военного корабля — тяжёлого крейсера, обозначавшегося как Бронированный корабль «А» (Panzerschiffe A). Второй референдум в истории Германии.

## Проведение голосования
Референдум был инициирован Коммунистической партией Германии. Голосование проходило в период с 3 по 16 октября 1928. В результате голосования решение не было принято — в его поддержку высказались лишь 1 216 968 избирателей (2,9 %).

## Последствия
В 1929 под именем Panzerschiffe A на верфи Deutsche Werke в Киле был заложен корабль, в дальнейшем получивший наименование «Дойчланд», вошедший в состав германского флота в 1933.

## Источник
- http://www.wahlen-in-deutschland.de/wvbPanzerkreuzerverbot.htm